# Route nationale 677 (Belgique)
 (décembre 2018).
Si vous disposez d'ouvrages ou d'articles de référence ou si vous connaissez des sites web de qualité traitant du thème abordé ici, merci de compléter l'article en donnant les références utiles à sa vérifiabilité et en les liant à la section « Notes et références ».
Pour les articles homonymes, voir Route nationale 677 (homonymie).
La route nationale 677 est une route nationale belge en région wallonne dans la province de Liège et qui parcourt deux communes, Flémalle et Neupré.
La partie de la nationale, du côté de la rive gauche de la Meuse, portera le nom de Avenue Théodule Gonda et sur la rive droite, dans sa montée vers Neupré, de route de France.

## Tracé

### Rive gauche de Flémalle
La route nationale 677 débute à Flémalle, au sud-ouest de l'aéroport de Liège, au rond-point du Cœur de Flémalle, une statue, à l'entrée de l'autoroute de Wallonie en direction de Liège. Quelques centaines de mètres plus loin, un autre rond-point permet de rejoindre les Cahottes et Mons-lez-Liège. Entre les deux ronds-points, une zone de délestage pour le covoiturage a été mise en place. De ce rond-point débute la partie de la nationale sous le nom d'Avenue Théodule Gonda. Un autre rond-point permet de rejoindre le quartier de l'Arbre Saint-Michel et sa chapelle homonyme et de Mons-lez-Liège. Après avoir longé le parc d'Activités Économiques de l'Arbre Saint-Michel, un rond-point permet de rejoindre le nord du quartier des Trixhes et le poste de police de la Zone de police de Flémalle ainsi que Souxhon.
Dans le centre des Trixhes, une intersection en « T » permet de rejoindre le centre des Trixhes via la rue Houlbouse et de rejoindre Chokier, un peu plus loin, une autre intersection permet de rejoindre l'hypercentre du quartier où se situe toutes les commodités via l'Avenue de la Chapelle, le Chemin du Baimont et la Place de la Liberté ; cette dernière pouvant mener dans le bas de la commune via le Thier des Trixhes. Cette partie de la nationale coupe en deux l'un des quartiers les plus densément peuplés de Flémalle. Un peu avant la courbe à 180 degrés, une petite route permet d'accéder à la Cour Bottet donnant accès à Souxhon. Dans la descente vers le Pont-Barrage d'Ivoz-Ramet, la Vôye d'Ipe, côté descente, permet l'accès à deux maisons tandis que le Chemin du Baimont rejoint la nationale quelques mètres plus bas. Avant de passer le tunnel menant au pont-barrage, un carrefour donne accès à la Route de Souxhon vers Souxhon et à l'Avenue Marcel Cools vers le centre de Flémalle. Une fois le tunnel franchi, des bretelles d'accès permettent d'atteindre la Grand'Route, la voie principale de la commune de Flémalle. Le dernier croisement de la rive gauche est celui avec la route nationale 617, le Quai du Halage, à un rond-point avant de franchir le pont-barrage. Juste après le rond-point, avant le pont-barrage, une partie du Port Autonome de Liège, le port de Flémalle-Haute, et la Centrale d'Ivoz-Ramet produisant de l'électricité, se situent respectivement à droite et à gauche.
Le pont-barrage permet d'enjamber la Meuse et est le seul pont traversant la Meuse sur le territoire de la commune de Flémalle, les ponts les plus proches étant ceux d'Engis en amont et de Seraing en aval. En arrivant sur la rive droite, des bretelles donnent accès à la route nationale 90 en direction de Huy et de Liège tandis que la nationale s'arrête là. C'est la route nationale 644a qui prend le relais sous le nom d'Avenue Théodule Gonda dans le centre d'Ivoz-Ramet.

### Seraing et la rive droite de Flémalle
La nationale reprend plus d'un kilomètre plus loin, sur le territoire de la ville de Seraing, en face du Château du Val Saint-Lambert et de la Cristallerie du Val Saint-Lambert. Le tracé reprend au rond-point entre le Quai de Marihaye donnant accès à la Centrale TGV Seraing et la route nationale 90 en direction de Huy et de Liège. Après une courte courbe, la nationale est croisée par la Cour du Val donnant accès au quartier du Val Saint-Lambert.
Sous le nom de Chaussée d'Ivoz, la nationale reprend sur le territoire de la commune de Flémalle avec une première intersection avec la rue de Villencourt. Plus loin, une route permet l'accès à la route nationale 90 en direction de Huy et de Liège. Dans le centre d'Ivoz, un carrefour avec des feux de circulation permet l'accès au centre d'Ivoz-Ramet et à la Route Napoléon. Plus haut, sous le nom de Route de France, une double intersection permet l'accès aux rues de la Rochette et des Ramonniers. En arrivant au Gros-Chêne, trois intersections (rue Bois des Galants, Route Napoléon et Avenue de l'Europe) permettent l'accès au quartier du Gros-Chêne.

### Neupré, Nandrin et Engis
Arrivée à Neupré, dans le quartier de Neuville-en-Condroz, la nationale prend le nom de Chaussée de Marche. Quelques mètres après l'entrée de la commune, une intersection avec les rues de l'Égalité et du Hock permet de faire le tour du village. Un peu plus loin, la Rue Camille Daper rejoint la nationale. Dans le centre, en face de l'Église Notre-Dame, une double intersection avec un rond-point permet de rejoindre Engis et le centre d'Esneux via la route nationale 639 ainsi que l'Ancienne Voie du Vicinal. L'avant-dernière intersection permet de rejoindre Engis via le Chemin du Bida et le village de Neuville-en-Condroz via la Rue du Village.
Enfin, sur les derniers mètres du tracé, la route est partagée avec la commune de Nandrin avant de rejoindre la Route du Condroz (route nationale 63) à Engis.

## Étymologie
L'Avenue Théodule Gonda tire son nom de l'ancien bourgmestre flémallois Théodule Gonda.

## Ouvrages

### Le tunnel de l'avenue Théodule-Gonda
Le tunnel de l'avenue Théodule-Gonda ou le tunnel de la N677 est un tunnel qui évite un obstacle naturel à cause du terrain fortement accidenté de la commune. Au-dessus du tunnel passe une route à forte pente, le Thier des Trixhes. Le tunnel mesure 230 mètres de longs et il est en 2x2 bandes.

### Le pont-barrage d'Ivoz-Ramet
Le pont-barrage d'Ivoz-Ramet est un ouvrage permettant de passer un obstacle naturel, la Meuse. Ce pont-barrage mesure 96 mètres de long. L'ouvrage est en 2x2 bandes et il a été restauré en 2017 pour une meilleure circulation et dispose d'une piste cyclable.